# Stefan Cyrys

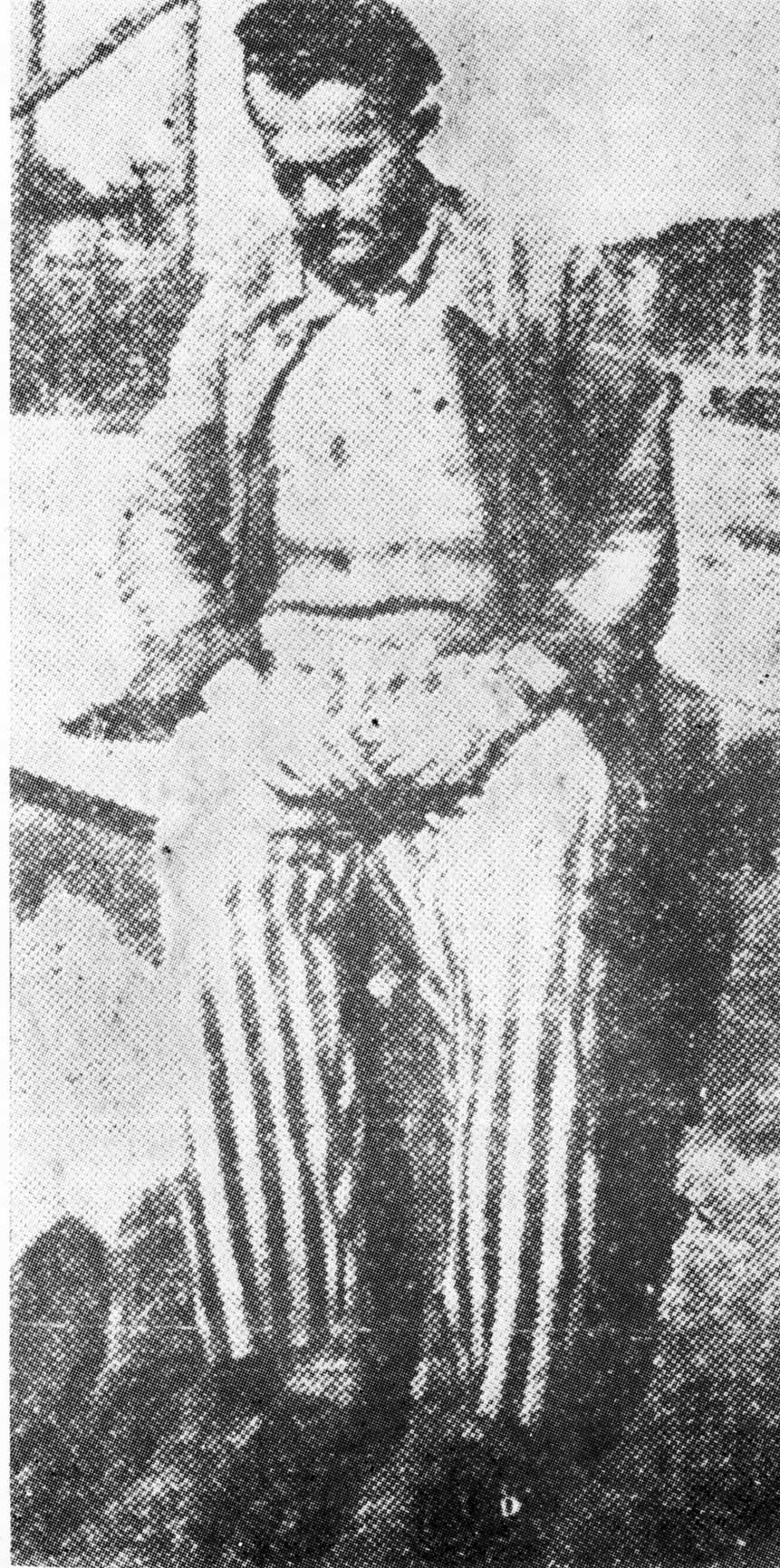
Stefan Cyrys

Stefan Cyrys (ur. 29 października 1904 w Opolu, zm. 21 maja 1947 tamże) – działacz Związku Polaków w Niemczech, więzień obozu koncentracyjnego Buchenwald.

## Życiorys
W okresie międzywojennym pracował w Banku Rolników w Opolu, potem został członkiem zarządu spółdzielni "Rolnik". Równocześnie był dyrygentem okręgu Związku Polskich Towarzystw Śpiewaczych na Śląsk Opolski, zastępcą skarbnika w towarzystwie śpiewaczym "Lutnia" i skarbnikiem w towarzystwie śpiewaczym "Echo" oraz w klubu kręglarskiego "Piast" w Opolu. Działalność narodowa Stefana Cyrysa polegała w największym stopniu na propagowaniu na Śląsku Opolskim lokalnych towarzystw śpiewaczych, był też dyrygentem na lekcjach śpiewu.
Po wybuchu II wojny światowej aresztowany i przewieziony do obozu koncentracyjnego Buchenwald, skąd wrócił do Opola w 1945.